# 2892 Филипенко
2892 Филипенко (енгл. 2892 Filipenko) је астероид главног астероидног појаса са пречником од приближно 56,13 .
Афел астероида је на удаљености од 3,827 астрономских јединица (АЈ) од Сунца, а перихел на 2,515 АЈ.
Ексцентрицитет орбите износи 0,206, инклинација (нагиб) орбите у односу на раван еклиптике 16,969 степени, а орбитални период износи 2063,074 дана (5,648 година).
Апсолутна магнитуда астероида је 10,20 а геометријски албедо 0,046.
Астероид је откривен 13. јануара 1983. године.